# Square Two
Square Two è un singolo del girl group sudcoreano Blackpink, pubblicato il 1º novembre 2016 e costituito da due tracce: Playing with Fire (불장난?, BuljangnanLR) e Stay.

## Descrizione
La prima traccia del singolo, Playing with Fire, descritta da Billboard come un pezzo tropical house, è stata scritta da Teddy e R. Tee e prodotta da Teddy, mentre la seconda traccia, Stay, descritta invece come una traccia folk pop, è stata scritta e prodotta sempre da quest'ultimo.

## Promozione
Le Blackpink hanno eseguito i brani per la prima volta al programma televisivo Inkigayo il 6 novembre 2016. Il 10 novembre 2016 le hanno eseguite al programma M Countdown. Hanno portato il brano Playing with Fire in diverse cerimonie di premiazione, tra cui i Golden Disc Awards e Asia Artist Awards.

## Accoglienza

### Riconoscimenti
Playing with Fire ha ricevuto un Circle Chart Music Awards.
Premi dei programmi musicali
- Inkigayo
  - 27 novembre 2016 (Playing with Fire)[7]
  - 4 dicembre 2016 (Playing with Fire)[8]

## Video musicali
Il video musicale di Playing with Fire è stato girato da Seo Hyun-seung, che in precedenza aveva lavorato con il gruppo ed è stato pubblicato sul canale YouTube ufficiale del quartetto a mezzanotte del 1º novembre 2016. A gennaio 2021 il video ha superato le 600 milioni di visualizzazioni sulla piattaforma.
Il video musicale di Stay è stato diretto da Han Sa-min, che in precedenza ha diretto Gotta Be You delle 2NE1 e Sober dei Big Bang. A partire da aprile 2020, il video ha superato le 200 milioni di visualizzazioni.

## Tracce
Testi e musiche di Teddy, R. Tee, Seo Won Jin, Bekuh Boom, Future Bounce e B.I.
1. Playing with Fire (불장난?, BuljangnanLR) – 3:19
2. Stay – 3:50
3. Whistle (Acoustic ver.) (휘파람?, HwiparamLR) – 3:32

Tracce aggiuntive della versione iTunes:
1. Whistle (휘파람?, HwiparamLR) – 3:31
2. Boombayah (붐바야?, Bumba-yaLR) – 4:00

## Formazione
Musicisti
- Blackpink – voci
- Teddy – arrangiamento (Stay)
- R. Tee – arrangiamento (Playing with Fire)
- Seo Won-jin – arrangiamento (Stay)

Produzione
- Teddy – produzione
- R. Tee – produzione (Playing with Fire)
- Seo Won-jin – produzione (Stay)

## Classifiche
| Classifica (2016)                                            | Posizione massima | Posizione massima |
| Classifica (2016)                                            | Playing with Fire | Stay              |
| ------------------------------------------------------------ | ----------------- | ----------------- |
| Canada                                                       | 92                | —                 |
| Corea del Sud                                                | 3                 | 10                |
| "—" indica una pubblicazione non classificata in quel paese. |                   |                   |